# ماكارينا سانس
ماكارينا سانس (بالإسبانية: Macarena Sans) مواليد 20 نوفمبر 1996، هي لاعبة كرة يد أرجنتينية تلعب كظهير أيمن. مثلت منتخب الأرجنتين لكرة اليد للسيدات. شاركت في دورة الألعاب الأولمبية الصيفية سنة 2016. حققت المركز الثاني في دورة الألعاب الأمريكية 2015.

## سجل المنافسة
شاركت في البطولات التالية:
- الألعاب الأولمبية الصيفية 2016
- بطولة العالم لكرة اليد للسيدات 2015

## الميداليات
| الميدالية | المسابقة                    |
| --------- | --------------------------- |
| فضية      | دورة الألعاب الأمريكية 2015 |

## روابط خارجية
- ماكارينا سانس على موقع أوليمبيديا (الإنجليزية)
- ماكارينا سانس على موقع اللجنة الأولمبية الأرجنتينية (الإسبانية)